# Spaccanapoli
Spaccanapoli je ravna in ozka glavna ulica, ki prečka staro, zgodovinsko središče mesta Neapelj v Italiji. Ime je priljubljena raba in dobesedno pomeni cepilnik Neaplja. Ime izhaja iz dejstva, da je zelo dolga in od zgoraj se zdi, da deli ta del mesta.
Ta ulica je spodnja (Decumanus Inferiore) in najjužnejša od treh dekuman ali ulic vzhod-zahod v mreži prvotnega grško-rimskega mesta Neapolis. Osrednji glavni Decumanus Maggiore je zdaj Via dei Tribunali; medtem ko je najsevernejši ali zgornji Decumanus Superiore zdaj via Anticaglia in Via della Sapienza. Tri dekumane so (in jih še vedno) sekajo številne križišča sever-jug, imenovana cardini, ki skupaj tvorijo mrežo starodavnega mesta.
Danes se ulica uradno začne na Piazza Gesù Nuovo in se uradno imenuje Via Benedetto Croce. Proti vzhodu se ulica preimenuje v Via S. Biagio dei Librai in nato prečka Via Duomo (imenovano po neapeljski stolnici) in se preseli izven meja starega mestnega jedra.
Spaccanapoli je glavna promenada za turiste, saj omogoča dostop do številnih pomembnih znamenitosti mesta. Te so:
- Santa Chiara
- Santa Marta
- San Biagio Maggiore
- Santi Filippo e Giacomo
- San Francesco delle Monache
- San Domenico Maggiore
- Palazzo Venezia
- Palazzo Petrucci
- Palazzo Pinelli
- Palazzo Carafa della Spina]][1]
- Palazzo del Panormita
- Palazzo Filomarino della Rocca
- Palazzo di Sangro
- Palazzo di Sangro di Casacalenda
- [[Palazzo Marigliano
- Piazzetta Nilo s kipom boga Nila
- Palazzo Monte di Pietà

## Zgodovina
Prvotno se je ulica začela s Piazza San Domenico Maggiore in nadaljevala do Via Duomo. V rimskih časih se je ulica podaljšala in vključila tudi območje sedanjega trga Piazza del Gesù Nuovo, kar dokazujejo ostanki rimskih kopeli, najdeni pod križnim hodnikom bazilike Santa Chiara.
V času renesanse je ulica doživela ogromne spremembe: gotske stavbe so preoblikovali in zgradili stavbe na podlagi starodavnih porušenih palač. Glavna arhitekta neapeljske renesanse sta bila Giovanni Francesco Mormando in Giovanni Francesco di Palma, ki sta med drugim zasnovala Palazzo Marigliano in Palazzo Pinelli.
V 16. stoletju je podkralj Pedro Álvarez de Toledo začel proces ozemeljske širitve proti hribu San Martino in poravnal dekuman z arterijo Quartieri Spagnoli, da bi jih povezal s središčem mesta in olajšal potovanje.
Med 17. in 18. stoletjem so zasebne in verske stavbe doživele nadaljnje prenove. V 19. stoletju so bile nekatere stavbe zaradi njihove pomembnosti obnovljene v prvotne oblike, medtem ko je šele v zadnjem stoletju zaradi druge svetovne vojne cerkev Santa Chiara obnovila svojo gotsko strukturo, skrito s štukaturami iz 18. stoletja.